# Fixin' to Die
Fixin’ to Die is het tweede en laatste studioalbum van de Finse punkband The Heartburns. Het album werd begin 2008 uitgegeven via het Finse platenlabel Combat Rock Industry op cd en lp. Het album werd door hetzelfde label weer op cd en lp heruitgegeven in 2013, ditmaal met een andere hoesafbeelding.

## Nummers
Tracks 1-4, 6-8 en 10 zijn later opnieuw uitgegeven op het verzamelalbum The Heartburns (2010). Tracks 4 en 8 zijn daarnaast ook te horen op diverse andere albums van de band.
De vinylversies van het album bevatten een bonustrack, namelijk het nummer "Bad Time", een cover van de Britse band The Roulettes. Deze bevindt zich tussen de nummers "Stay Away" en "Toilet Boy".
1. "You’re a Disease" - 1:24
2. "Help Me Make It Through the Night" - 2:10
3. "Can’t Understand" - 1:44
4. "Retard on the run" - 2:08
5. "Stay Away" - 2:17
6. "Toilet Boy" - 1:34
7. "A-Bomb in My Head" - 2:06
8. "I Need Glue" - 1:16
9. "Bad Guys Won Again" - 1:31
10. "Who Told Ya So?" - 2:18